# Spodnji Gasteraj
Spodnji Gasteraj – wieś w Słowenii, w gminie Sveti Jurij v Slovenskih goricah. W 2018 roku liczyła 309 mieszkańców.